# Конкін Володимир Олексійович
Володи́мир Олексі́йович Ко́нкін (рос. Владимир Алексеевич Конкин; нар. 19 серпня 1951, Саратов) — радянський і російський актор театру, кіно та дубляжу. Лауреат премії Ленінського комсомолу (1974), Заслужений артист УРСР (1974), Заслужений артист Росії (2010). Почесний громадянин Боярки (2011). Кавалер Ордена Дружби (2020) — за великий внесок у розвиток російської культури та мистецтва, багаторічну плідну діяльність.

## Біографія
Народився 19 серпня 1951 року у Саратові. Закінчив Саратовське театральне училище імені Івана Слонова (1972). 
Після закінчення училища кілька років (з перервою) працював в Українській РСР. Був актором Харківського театру юного глядача (1972—1973), Московського театру імені Моссовєта (1973—1974), актором кіностудії імені Олександра Довженка (Київ) (1974—1979).
У 1979—1987 роках — актор Московського театру імені М.М. Єрмолової і потім — Московського театру імені В.В. Маяковського.
У 1988—1991 роках — актор Театру-студії під керівництвом Є.В. Радомисленського.
У 1991—1994 роках — актор Театру «Вернісаж».
Дебютував в кіно у 1973 році головною роллю Павла Корчагіна в багатосерійному телефільмі «Як гартувалась сталь», за яку отримав Премію Ленінського комсомолу (1974).
Велику популярність і любов глядача принесла молодому актору роль Шарапова в картині С. Говорухіна «Місце зустрічі змінити не можна» (1979).
У кіно зіграв більше сорока ролей. Знявся в ряді картин українських кіностудій.
Майстер дубляжу. Працює на озвученні зарубіжних фільмів російською мовою, а також на переозвученням старих радянських мультфільмів.

## Ставлення до війни в Україні
Підтримав війну в Україні як "страшну праведну війну". 
Зокрема, як член Центральної Ради Партії "Справедлива Росія – за правду" Володимир Конкін так описав свою поїздку на Донбас 11-12 червня 2022 року: 
«Колдобистими дорогами, у супроводі патрульних машин, ми приїхали до Станиці Луганської (ЛНР). Наступного дня на нас чекала донецька земля — Сніжне. Зали були повні людей. Жінки, діти. Чоловіки — на війні, майже всі...
Люди Донбасу живуть, народжують дітей, говорять своєю мовою, співають російські пісні, ходять до храмів і моляться Господу, щоб вижили їхні кохані в цій страшній, але праведній війні! Вони вірять у те, що Росія тут назавжди, що Росія — це мир і захист!..
Я абсолютно ясно бачу, як наші прекрасні жінки-матері йдуть вільно зі своїми чоловіками, синами, братами, які повернулися з війни, йдуть квітучими вулицями своїх рідних, улюблених міст і станиць — у Вільне Життя. І задзвенять голосно трамваї... До шкіл підуть діти, вільні від фашистської скаженини та єресі...»

## Фільмографія
- «Як гартувалася сталь» (1973—1975, Павло Корчагін; Кіностудія ім. О. Довженка, реж. Микола Мащенко)
- «Марина» (1974, Борис Ізвольський; Кіностудія ім. О. Довженка, реж. Борис Івченко)
- «Романс про закоханих» (1974, молодший брат Сергія; «Мосфільм», реж. А. Кончаловський)
- «Переходимо до любові» (1975, Дмитро; Кіностудія ім. О. Довженка)
- «Хвилі Чорного моря» (1975, фільм 2-й, Костя; Кіностудія ім. О. Довженка)
- «Втеча з палацу» (1975, Револьд Слонов; Кіностудія ім. О. Довженка)
- «Ати-бати, йшли солдати...» (1976, лейтенант Суслін; Кіностудія ім. О. Довженка, реж. Леонід Биков)
- «Талант» (1977, т/ф, Сергій Борисович Ганьшин; Кіностудія ім. О. Довженка, реж. В. Довгань)
- «Шлях до Софії»/«Пътят към София» (1978, Караваєв; СРСР-Болгарія, Кіностудія ім. О. Довженка і «Бояна»)
- «Кавказька повість» (1978, Дмитро Оленін; реж. Георгій Калатозішвілі)
- «Місце зустрічі змінити не можна» (1979, т/ф, Шарапов; Одеська кіностудія, реж. С. Говорухін)
- «Лючія ді Ламмермур» (1980, фільм-опера, композитор; Укртелефільм, реж. О. Бійма)
- «Пригоди Тома Сойєра і Гекльберрі Фінна» (1981, лікар Робінсон; Одеська кіностудія, реж. С. Говорухін)
- «Повість про молоде подружжя» (1982, фільм-спектакль, Сергій Орлов)
- «Батьки і діти» (1983, Аркадій Миколайович Кірсанов)
- «Звичайна історія» (1983, фільм-спектакль, Олександр Адуєв)
- «За ніччю день іде» (1984, Яків Батюк; Укртелефільм, реж. О. Бійма)
- «Багратіон» (1985, князь Меншиков)
- «Тітка Маруся» (1985, Петро)
- «Співуча Росія» (1986, Петро)
- «Нетерпіння душі» (1987, Максиміліанов)
- «Апеляція» (1987, Борис Сергійович Холмовой)
- «Цивільний позов» (1988, Ігор Горський)
- «Мудромер» (1988, Леонід Залівако)
- «Благородний розбійник Володимир Дубровський» (1989, Шабашкін)
- «Астенічний синдром» (1989, епізод; Одеська кіностудія, реж. Кіра Муратова)
- «Остання осінь» (1990, Слава Голубєв, журналіст)
- «Ліфт для проміжної людини» (1990, Геннадій Євгенович Дубровін)
- «Виплодок пекла» (1991, Іван)
- «А спати з чужою дружиною добре!?» (1992, Володя Шутов)
- «Бульварний роман» (1995, інспектор Кухарський)
- «Принцеса на бобах» (1997, Костя, колишній чоловік Ніни; Одеська кіностудія і ТВ Центр, реж. Віллен Новак)
- «Чорний океан» (1998, Фокін)
- «Знову треба жити» (1999)
- «Романови. Вінценосна сім'я» (2000, полковник Кобилинський; реж. Гліб Панфілов)
- «Ніч на кордоні» (2001, Семен Степанович, художник)
- «Служба щастя» (2001, дід Махно)
- «Пригоди мага» (2002, Курський)
- «Оперативний псевдонім» (2003, телесеріал, Тімохін)
- «Час жорстоких» (2004, Ільїн)
- «Сармат» (2004, телесеріал, Федулов)
- «Рубльовка Live» (2005)
- «У колі першому» (2006, професор Верєнєв; реж. Гліб Панфілов)
- «На річці Девиці» (2006)
- «Заповіт Леніна» (2007, Юрій Миколайович; реж. М. Досталь)

та інші.